# XtremPC
XtremPC a fost o revistă de IT publicată în România. Revista era publicată împreună cu un CD lunar. A fost prima revistă din România care din 2004 a inclus și ediția cu DVD. Din cauza numărului foarte redus al cititorilor și a crizei economice ce a afectat și a condus la dispaiția multor reviste în formă tipărită, revista XtremPC a încetat să mai fie disponibilă începând cu luna iulie 2010, atât în varianta tipărită, iar website-ul http://www.xpc.ro Arhivat în 13 aprilie 2010, la Wayback Machine. a fost dezactivat la data de 1 iulie 2010.
Forumul XPC există în continuare la adresa https://xpc-forum.ro.